# Robert Gaillard
Pour les articles homonymes, voir Robert Gaillard (écrivain) et Gaillard.
Robert Gaillard est un acteur, réalisateur et scénariste américain né le 14 novembre 1868 à Adrian, Michigan (États-Unis), décédé le 24 septembre 1941 à Glendale (États-Unis).

## Filmographie

### Comme acteur
- 1909 : The Plot That Failed
- 1909 : The Power of the Press
- 1911 : An Aching Void
- 1911 : A Republican Marriage : Un forgeron
- 1911 : The Leading Lady : A Playwright
- 1911 : The Spirit of the Light; or, Love Watches on Through the Years : Un peintre
- 1911 : The Spirit of the Lake
- 1911 : Barriers Burned Away : Second frère
- 1911 : In Northern Forests
- 1911 : On a Tramp Steamer
- 1911 : The Bell of Justice
- 1911 : My Old Dutch
- 1911 : A Friendly Marriage
- 1911 : Foraging
- 1911 : The Ninety and Nine : The Prodigal Son
- 1911 : The Fighting Schoolmaster : The Fighting Schoolmaster
- 1911 : Lady Godiva
- 1911 : Kitty and the Cowboys
- 1911 : Arbutus
- 1911 : Heroes of the Mutiny
- 1911 : Wisteria Memories
- 1911 : An Innocent Burglar
- 1911 : The Voiceless Message
- 1911 : Saving the Special : The Engineer
- 1911 : A Slight Mistake
- 1911 : Vanity Fair
- 1911 : Some Good in All
- 1911 : A Doubly Desired Orphan
- 1912 : A Red Cross Martyr; or, On the Firing Lines of Tripoli
- 1912 : Tom Tilling's Baby
- 1912 : The Blind Miner
- 1912 : A Timely Rescue
- 1912 : The Chocolate Revolver : Un voleur
- 1912 : The Hobo's Redemption : The Redeemed Vagabond
- 1912 : A Mother's Devotion; or, The Firing of the Patchwork Quilt : The Son
- 1912 : Cardinal Wolsey
- 1912 : The Black Wall
- 1912 : The Seventh Son : Tom
- 1912 : Burnt Cork
- 1912 : At Scrogginses' Corner
- 1912 : The Woman Haters : L'amoureux
- 1912 : The Old Kent Road : Joe Simmonds, cousin de Bill
- 1912 : Red Ink Tragedy
- 1912 : The Cylinder's Secret : Chief Detective
- 1912 : Lincoln's Gettysburg Address
- 1912 : Conscience : Donnelly
- 1912 : Rock of Ages (it)
- 1912 : The Barrier That Was Burned : Big Bill
- 1912 : The Light of St. Bernard : L'homme qui abandonne Marie
- 1912 : The Adventure of the Retired Army Colonel : The Police Constable
- 1912 : Vultures and Doves
- 1912 : Flirt or Heroine
- 1912 : Written in the Sand : Peter
- 1912 : Captain Barnacle's Legacy : The African
- 1912 : She Cried
- 1912 : As You Like It (en) : Oliver
- 1912 : Every Inch a Man
- 1912 : An Elephant on Their Hands
- 1912 : In the Furnace Fire : John Penell
- 1912 : In the Garden Fair : Mr. Cobb, a Widower
- 1912 : Cleopatra
- 1912 : The Model for St. John
- 1912 : O'Hara, Squatter and Philosopher : Mike O'Grady
- 1912 : Who Stole Bunny's Umbrella?
- 1913 : The Adventure of the Ambassador's Disappearance : Premier voleur
- 1913 : The Little Minister : Wearywold
- 1913 : Thou Shalt Not Kill
- 1913 : The Volunteer Strike Breakers
- 1913 : It Made Him Mad
- 1913 : The Locket; or, When She Was Twenty : Mr.Jenkins
- 1913 : O'Hara's Godchild
- 1913 : A Birthday Gift : Oncle d'Alice
- 1913 : The Midget's Romance
- 1913 : The Golden Hoard; or, Buried Alive : Bob Stewart
- 1913 : Bunny's Honeymoon
- 1913 : The Artist's Great Madonna : Jim Townsend
- 1913 : O'Hara and the Youthful Prodigal
- 1913 : Two Souls with But a Single Thought; or, A Maid and Three Men : Fiancé de Lillie
- 1913 : The Midget's Revenge
- 1913 : Tricks of the Trade
- 1913 : The Only Veteran in Town : Père de Dora
- 1913 : His House in Order; or, The Widower's Quest : A Widower
- 1913 : The Silver Cigarette Case : Herbert
- 1913 : The Drop of Blood
- 1913 : 'Arriet's Baby : Bob 'Armon
- 1913 : The Lion's Bride : A Degenerate Husband
- 1913 : O'Hara as a Guardian Angel
- 1913 : Keeping Husbands Home
- 1913 : The Lady and the Glove
- 1913 : The Clown and the Prima Donna
- 1913 : A Princess of Bagdad
- 1913 : A Homespun Tragedy
- 1913 : The Pirates
- 1913 : The Warmakers
- 1913 : The Silver Bachelorhood
- 1913 : The Golden Pathway
- 1913 : The Education of Aunt Georgianna
- 1914 : Her Great Scoop
- 1914 : The Acid Test
- 1914 : Etta of the Footlights
- 1914 : A Sentimental Burglar
- 1914 : Mr. Barnes of New York : Gaspard Lefebre
- 1914 : The Moonstones of Fez
- 1914 : Doctor Smith's Baby
- 1914 : Love the Clairvoyant
- 1914 : The Woes of a Waitress
- 1914 : The Blood Ruby
- 1914 : The Girl in the Case
- 1914 : The Mill of Life
- 1914 : The Mystery of Brayton Court
- 1914 : Lola the Rat
- 1914 : Too Much Burglar
- 1914 : By the Governor's Order
- 1914 : The Plot
- 1915 : The Evil Men Do
- 1915 : The Understudy; or, Behind the Scenes
- 1915 : On the Altar of Love
- 1915 : The Heart of Jim Brice
- 1915 : The Goddess : Carson
- 1915 : The Esterbrook Case
- 1915 : The Man Who Couldn't Beat God : Elmer Bradford
- 1915 : The Turn of the Road : Dr Bright
- 1916 : The Surprises of an Empty Hotel : Henry Barclay
- 1916 : The Writing on the Wall : Schuyler Lawrence
- 1916 : Hughey, the Process Server
- 1916 : The Two Edged Sword : Gordon Allen
- 1916 : The Man Hunt
- 1916 : The Redemption of Dave Darcey : Thurston
- 1916 : Fathers of Men : De Bar
- 1916 : Hesper of the Mountains : Kelly
- 1916 : The Alibi
- 1916 : The Kid : Joe Hazard
- 1917 : Indiscretion : Harrigan
- 1917 : The Courage of Silence : Hammond
- 1917 : Within the Law : Dist. Atty. Demarest
- 1917 : Vanity and Some Sables
- 1917 : The Maelstrom : Undetermined Role
- 1917 : A Son of the Hills : Martin Morley
- 1917 : The Message of the Mouse : Daniel Concord
- 1917 : The Stolen Treaty (film, 1917) (en) de Paul Scardon : Secretary of State
- 1917 : The Bottom of the Well : David Thomas
- 1917 : The Grell Mystery : Detective Green
- 1917 : In the Balance : Stephen Strangeway
- 1918 : The Golden Goal : Undetermined Role
- 1918 : A Game with Fate : Chief Inspector Burke
- 1918 : All Man : Lieutenant Reilly
- 1918 : The Clutch of Circumstance : John Lawson
- 1918 : The Green God : McQuade
- 1918 : Hoarded Assets : Detective Ryan
- 1919 : The Adventure Shop : Franklin Herbert
- 1919 : Silent Strength : Cpl. Neville
- 1919 : Beating the Odds : Lynn Hardy
- 1919 : Beauty-Proof : Inspector McGregor
- 1919 : The Man Who Won : Dempsey
- 1919 : In Honor's Web : Matt Turner
- 1919 : The Darkest Hour : Joe Bouvier
- 1920 : The Birth of a Soul : Parson
- 1920 : The Flaming Clue : King
- 1920 : The Gauntlet : The Sheriff
- 1920 : The Broadway Bubble : Higginson
- 1921 : Princess Jones : Detective Carey
- 1921 : What's Your Reputation Worth? : Mr. Pettus
- 1921 : The Charming Deceiver : Duncan
- 1923 : Columbus : King Ferdinand
- 1923 : Jamestown : Sir Thomas Dale
- 1923 : Vincennes : Gov. Hamilton
- 1924 : The Pilgrims : William Brewster
- 1928 : The Singapore Mutiny : Captain

### Comme réalisateur
- 1910 : The Altar of Love
- 1911 : Some Good in All
- 1913 : The Warmakers
- 1913 : The Sale of a Heart
- 1913 : The Golden Pathway
- 1913 : The Education of Aunt Georgianna
- 1914 : Iron and Steel
- 1914 :  La Dame en Noir (The Woman in Black)
- 1914 : Her Great Scoop
- 1914 : The Acid Test
- 1914 : Etta of the Footlights
- 1914 : A Sentimental Burglar
- 1914 : Mr. Barnes of New York
- 1914 : The Moonstones of Fez
- 1914 : Doctor Smith's Baby
- 1914 : Love the Clairvoyant
- 1914 : Through Life's Window
- 1914 : The Woes of a Waitress
- 1914 : The Mysterious Lodger
- 1914 : Bella's Elopement
- 1914 : The Blood Ruby
- 1914 : The Girl in the Case
- 1914 : The Mill of Life
- 1914 : The Mystery of Brayton Court
- 1914 : Lola the Rat
- 1914 : Too Much Burglar
- 1914 : By the Governor's Order
- 1914 : The Plot
- 1915 : The Evil Men Do
- 1915 : The Understudy; or, Behind the Scenes
- 1915 : On the Altar of Love
- 1915 : The Heart of Jim Brice
- 1915 : The Man Who Couldn't Beat God

### Comme scénariste
- 1950 : Black Jack